# 斯通公園 (伊利諾伊州)
斯通公園（英語：Stone Park）是位於美國伊利諾伊州庫克縣的一個村落。

## 地理
斯通公園的座標為41°54′16″N 87°52′50″W / 41.90444°N 87.88056°W，而該地最高點為海拔高度195米（即640英尺）。

## 人口
根據2010年美國人口普查的數據，斯通公園的面積為0.89平方千米，當中陸地面積為0.89平方千米，而水域面積為0.00平方千米。當地共有人口4946人，而人口密度為每平方千米5,557人。